# سامسونج جالكسي تشات (هاتف نقال)
سامسونج جالاكسي تشات (بالإنجليزية: Samsung Galaxy Chat)‏ هو هاتف ذكي من سامسونج ضمن سلسلة سامسونج جالاكسي يعمل بنظام أندرويد، تم طرحه في الأسواق في أغسطس 2012.

## الخصائص
- نظام التشغيل: أندرويد
- الكاميرا الخلفية: 2 ميجابكسل
- الشاشة: شاشة لمس